# Cadeau Kelley
Cadeau Kelley (ur. 9 maja 1986) – liberyjski lekkoatleta, skoczek w dal.

## Osiągnięcia
- 6. miejsce podczas mistrzostw Afryki (Bambous 2006)
- wielokrotny rekordzista kraju

## Rekordy życiowe
- skok o tyczce – 8,00 (2009) rekord Liberii
- skok o tyczce (hala) – 7,87 (2010) rekord Liberii